# Hidde Ploegh

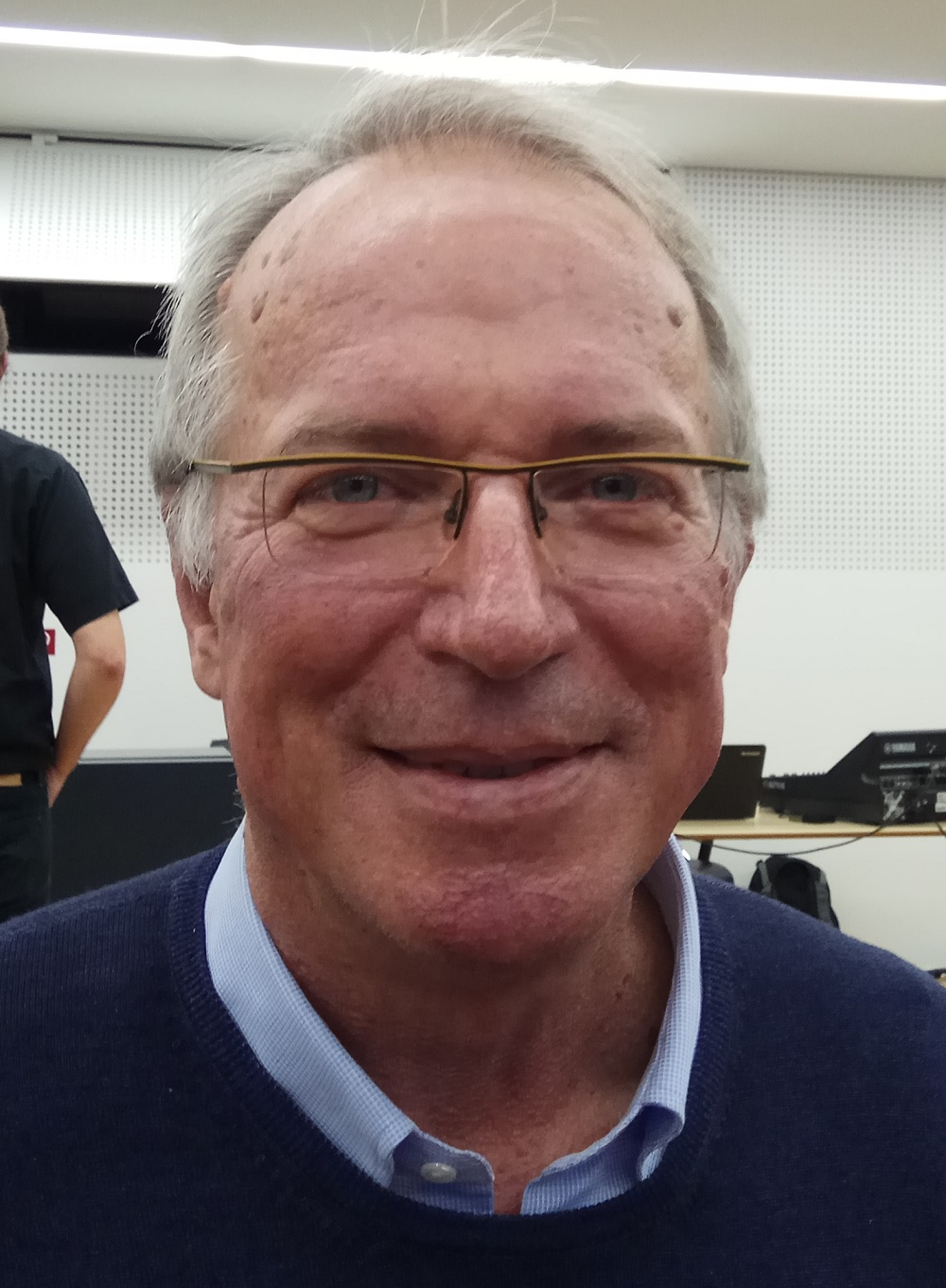
Hidde Ploegh (2017)

Hidde Ploegh (* 1953 in den Niederlanden) ist ein niederländischer Immunologe.
Ploegh studierte Biologie und Chemie an der Universität Groningen und wurde an der Universität Leiden promoviert, wobei er die Arbeit für seine Dissertation am Labor von Jack Strominger in Harvard durchführte. Für die Dissertation klonierte er die cDNA für ein MHC Antigen. Danach war er Leiter einer Nachwuchsgruppe (Junior Group Leader) am Institut für Genetik der Universität Köln bei Klaus Rajewsky und ab 1984 am Niederländischen Krebsforschungsinstitut in Amsterdam auf Einladung von Piet Borst. Im selben Jahr erhielt er den Jahrespreis der Niederländischen Gesellschaft für Biochemie. Ab 1992 war er Professor für Biologie am Massachusetts Institute of Technology (MIT) und ab 1997 Mallinckrodt-Professor für Immunpathologie an der Harvard Medical School. 2005 ging er wieder ans MIT, wo er Professor für Biologie und Mitglied des Whitehead Institute for Biomedical Research ist.
Er untersuchte Synthese und Transport im MHC-System und die Art und Weise, wie Bakterien und Viren die Antigen-Präsentation über das MHC-System manipulieren, zum Beispiel beim humanen Cytomegalievirus und Mäuse-Cytomegalovirus M48. Dabei studierte er auch das Proteasom-System der Zelle, das die durch das MHC an der Zelloberfläche präsentierten Antigene in der Zelle erzeugt, und die Proteinqualitätskontrolle in der Zelle (Ubiquitin-System).
2000 erhielt er den Avery-Landsteiner-Preis, 2003 die Havinga Medaille der Universität Leiden und 2006 den Interbrew-Baillet Latour Health Prize.
Er ist korrespondierendes Mitglied der Königlich Niederländischen Akademie der Wissenschaften (1997) und Mitglied der American Academy of Arts and Sciences (2000), der EMBO (1986) und der National Academy of Sciences (2016).

## Schriften (Auswahl)
- mit Joana Loureiro Antigen Presentation and the Ubiquitin-Proteasome System in Host–Pathogen Interactions, Advances in Immunology, Band 92, 2006, S. 225–305
- mit Margo Furman Lessons from viral manipulation of protein disposal pathways, Journal of Clinical Investigation, Band 110, 2002, S. 875–879
- Immune and other responses to viral infections, Nutrition Reviews, Band 58, 2000, S25
- mit Annemarthe van der Veen Ubiquitin-like proteins, Annual Review of Biochemistry, Band 81, 2012, S. 323
- mit Kerry Love, André Catic, Christian Schlieker Mechanisms, biology and inhibitors of deubiquitinating enzymes, Nature Chemical Biology, Band 3, 2007, S. 697–705